# Бронзов, Александр Александрович
Александр Александрович Бронзов (1858, Белозерск Новгородской губернии — 1919, по другим данным, 1937, Ленинград) — русский православный богослов, церковный историк, публицист

## Биография
Родился в 1858 году в городе Белозёрске.
Учился в Белозёрском духовном училище, Новгородской духовной семинарии (1879); затем окончил Санкт-Петербургскую духовную академию и защитил магистерскую диссертацию «Аристотель и Фома Аквинат в отношении к их учению о нравственности» (1884).
С 1884 года — преподаватель Священного Писания в Курской духовной семинарии; в 1886 году перешёл на кафедру греческого языка Петербургской духовной семинарии.
В 1894 году принят в свою alma mater — Санкт-Петербургскую духовную академию.
В 1887 году присвоено звание экстраординарного профессора по кафедре нравственного богословия.
В 1899 защитил докторскую диссертацию «Преподобный Макарий Египетский. Его жизнь и нравственное мировоззрение».
Перевёл на русский язык труды Иоанна Дамаскина «Точное изложение православной веры» и «Три слова в защиту иконопочитания».
А. А. Бронзовым был разработан уникальный курс лекций по истории греческой литературы. Он — автор перевода и примечаний к «Точному изложению православной веры» Иоанна Дамаскина. Бронзову принадлежит около 950 статей, посвященных преимущественно вопросам этики, в том числе для Православной богословской энциклопедии.
Также написал труд «Нравственное богословие в России в течение XIX столетия» (издан в Санкт-Петербурге, 1901).
28 октября 1913 года вышел в отставку, но остался сверхштатным ординарным профессором Санкт-Петербургской духовной академии и продолжил чтение лекций в академии. С 1914 года являлся почетным членом Казанской духовной академия, Московской духовной академии и Археологического института в Петрограде, с 1915 года — Киевского православного религиозно-просветительского общества.
В 1915—1917 годы — член Миссионерского совета при Святейшем Синоде.
После закрытия СПбДА в феврале 1919 года — апреле 1923 года работал старшим архивистом в Главархиве и заведующим архивом бывшей Петроградской духовной консистории, затем в Государственной Публичной библиотеке, архивах Леноблисполкома и Главного управления НКВД.
Бронзов утверждал (1912), что масоны стремятся к установлению «господства антихриста» как «всемирного владычества еврейства».

## Семья
Жена — Юлия Николаевна, урожд. Рыжкова, дочь священника, служившего в Курской и Белоградской епархии, сестра протоиерея, настоятеля храма святых апостолов Петра и Павла в Карловых Варах, миссионера Н. Н. Рыжкова.
Дочери:
- Тамара Александровна Бронзова[6] (1885—1942, Ленинград), учительница, актриса, библиотекарь Публичной библиотеки. Умерла в блокаду.
- Муза Александровна Бронзова (1890—2.06.1941, Ленинград), учительница, библиотекарь.

## Научные труды

### Монографии
- Бронзов А. А. Аристотель и Фома Аквинат в отношении к их учениям о нравственности пред лицем Евангелия. — СПб., 1884;
- Бронзов А. А. Лекции по нравственному богословию, читанные студентам 3-го курса СПбДА в 1895/96 уч. г. СПб., 1895. Литогр.;
- Бронзов А. А. Конспект лекций по истории греч. лит-ры. СПб., [1896]. Литогр.;
- Бронзов А. А. Краткая этимология Геродотовского наречия. — СПб., 1888;
- Бронзов А. А. Краткая этимология Геродотова диалекта. — СПб., 1888;
- Бронзов А. А. Лекции по истории учения о нравственности. — СПб., 1889;
- Бронзов А. А. Преподобный Макарий Египетский. — СПб., 1899. Т. 1: Жизнь и творения прп. Макария Египетского;
- Бронзов А. А. Протопресвитер И. Л. Янышев как профессор нравственного богословия в СПбДА. — СПб., 1899;
- Бронзов А. А. Синтаксис греческого языка. — СПб., 1891;
- Бронзов А. А. Нравственное богословие в России в течение XIX столетия. — СПб., 1901.
- Бронзов А. А. Белозёрское духовное училище за 100 лет его существования (1809—1909). — СПб., 1909;
- Бронзов А. А. Современное масонство. — СПб.: тип. М. Меркушева, 1912.
- Бронзов А. А. Свято-Владимирская жен. церк. учительская школа в Петрограде за 25 лет её существования (1889—1914). — Пг., 1914;
- Бронзов А. А. Икона Божией Матери «В скорбех и печалех утешение». — Пг., 1921.

### Статьи
- Бронзовый А. А. Св. блгв. вел. кн. Александр Невский // Странник. 1880. Кн. 6/7. Июнь/июль. — С. 167—217;
- Бронзов А. А. Протопресвитер И. Л. Янышев в его научно-богословской деятельности // Церковный вестник. — 1900. — № 39. — Стб. 1233—1236;
- Бронзов А. А. Протопресвитер И. Л. Янышев как проповедник // Церковный вестник. — № 40. — Стб. 1265—1274;
- Бронзов А. А. Что сделал для нравственного богословия протопресвитер И. Л. Янышев? // Церковный вестник. — Стб. 1274—1279;
- Бронзов А. А. Благо высшее // Православная богословская энциклопедия. — СПб.: Издание Петроград. Приложение к духовному журналу «Странник», 1901. — Т. 2. — Стб. 612.
- Бронзов А. А. А. П. Лопухин († 22 авг. 1904 г.) // Странник. — 1904. — № 9. — С. 289—303;
- Бронзов А. А. В Борисовском Тихвинском женском монастыре: Путевые заметки и наблюдения // Странник. 1907. — № 9. — С. 221—260;
- Бронзов, А. А. Декадентский бред: По поводу очерка Л. Андреева «Иуда Искариот и другие» // Странник. — № 10. —— С. 366—386;
- Бронзов А. А. Бесплодно ли христианство? // Странник. — № 12. — С. 619—649;
- Бронзов А. А. В духовном училище: Воспитание (часть 1) // Странник. — 1908. — № 5. — С. 716—727;
- Бронзов А. А. В духовном училище: Воспитание (часть 2) // Странник. — 1908. — № 6. — С. 859—873;
- Бронзов А. А. В духовном училище: Воспитание (часть 3) // Странник. — 1908. — № 7/8. — С. 70-94;
- Бронзов А. А. В духовном училище: Воспитание (часть 4) // Странник. — 1908. — № 9. — С. 240—259;
- Бронзов А. А. Друг или враг Христов — Толстой? // Христианское чтение. — 1912. № 3, 4;
- Бронзов А. А. Рай на земле: Валаамские впечатления // Христианское чтение. — № 9. — С. 954—978;
- Бронзов А. А. Архим. Иероним, настоятель Ново-Афонского Симоно-Кананитского мон-ря († 14 авг. 1912) // Христианское чтение. — 1913. — № 3-6;
- Бронзов А. А. Христианство и жизнь: По поводу 1600-летнего христ. юбилея (313—1913) // Христианское чтение. — № 9;
- Бронзов А. А. Пастырь-мученик // Церковные ведомости. — 1918. — № 2. — С. 87-89;
- Бронзов А. А. Крестный ход в Петрограде 21 янв.: (Впечатления) // Церковные ведомости. — № 3/4. — С. 151—153;
- Бронзов А. А. Христианство и социализм // Голос Церкви. — 1918. — № 1. — С. 6-11;

### Переводы
- Иоанн Златоуст, св. Письма к диакониссе Олимпиаде. — СПб., 1892;
- Иоанн Дамаскин, св. Три защитительных слова против порицающих святые иконы или изображения. — СПб., 1893;
- Иоанн Дамаскин, св. Точное изложение православной веры: Пер. с объяснит. примеч. — СПб., 1894. Р.-н/Д., 1992п.